# Zavinek
Zavinek – wieś w Słowenii, w gminie Škocjan. W 2018 roku liczyła 57 mieszkańców.